# Viva Piñata
Viva Piñata è un videogioco di simulazione del 2006, sviluppato da Rareware e pubblicato da Microsoft Game Studios per Xbox 360.
Il gioco è stato pubblicato anche per Microsoft Windows nel novembre del 2007.

## Modalità di gioco
Simile a The Sims, Animal Crossing e Harvest Moon, permette al giocatore di creare, in un trascurato appezzamento di terreno, un bellissimo giardino.
Lo sviluppo di un giardino di successo richiede terreno e piante per attrarre adeguatamente delle piñata animate, con l'acquisto di vari oggetti da collocare all'interno del giardino (ad esempio, abitazioni per piñata). Il giardino attira dunque una versione in bianco e nero di una determinata specie di piñata. Una volta soddisfatta, la piñata prenderà residenza stabile sul posto diventando colorata. Dopo che due piñata della stessa specie sono residenti e si sono accoppiati essi eseguono una danza romantica, facendo un uovo.

## Piñata
Il gioco offre una grande varietà di tipi di piñata (60 in totale), nella maggior parte dei casi ispirati ad animali reali. I nomi delle specie di piñata sono giochi di parole sui dolciumi, ad esempio "Buzzlegums" (da "gums", gomme) e "Mousemallow" (Marshmallow) o Sparrowmint ( "Mint", menta.).
Alcuni animali sono "piñata selvatiche" che mangiano altre piñata, spesso allo scopo di riprodursi.
HorstachioSe viene avvistato non bisogna preoccuparsi: siete a cavallo.
WhirlmLe Whirlm sono le prime piñate del gioco.
SyrupentLe Syrupent mangiano le Mousemallow per stanzializzarsi e le Licktoad per innamorarsi.Colpendo leggermente l'uovo con la pala si ottiene una Twingersnap.
AracknidLe Aracknid compaiono nei giardini di livello 6 o superiore se all'interno compaiono Raisant. Mangiandone 2 si stanzializza. Questa Pinata si arrampica sugli alberi.
BuzzlegumLe Buzzlegum sono api che compaiono nel giardino se ci sono dei ranuncoli.Se beve una bottiglia di medicina cambia colore in rosa,con una gemma verso il viola.Se si acquista un'arnia da Willy Builder, dopo che la Buzzlegum ha mangiato una margherita, essa va introdotta nell'arnia per produrre miele.
SweetoothLa pinata "dolcidenti" assomiglia ad un castoro, in modo particolare a quello di Banjo-Kazooie.
ChewnicornLe Chewnicorn, che si stanzializzano con un certificato di "esperto d'amore" delle Horstachio, possono curare le pinate ammalate.
CrowlaLa Crowla è una pinata amara evoluta che si ottiene dando una medicina alla Crowla amara
SparronwintQuesta pinata compare dopo l'innamoramento tra due Whirlm, le sue prede: i suoi requisiti romantici richiedono una Whirlm mangiata e una casa per Sparronwint nel giardino.
CluckesQuesta pinata è un animale simile ad una gallina ma non essendo quindi selvatica comparirà nel proprio giardino solo dopo averla acquistata da Petula.
PretzailSimile ad una volpe, compare se nel giardino c'è una Cluckes o una Bunnycomb. Si stanzializza dopo averne mangiato una. I suoi requisiti romantici richiedono di avere una casa per Pretzail e di aver mangiato una Quackberry.
Tafflysimile ad una mosca, si stanzializza mangiando un fiore qualunque, per innamorarsi deve mangiare un papavero. Si può evolvere in una Reddhott.
Badgesicleè una delle pinata un po' più difficili da far entrare nel giardino, dovranno avere un tot. di pinometri d'acqua, e devono mangiare una Newtgat. Per l'innamoranto dovranno mangiare una Squazzil. Ti visiteranno solo se avrai 4 Pinata notturne in giardino.
Barkbarkè una Pinata- cane, acquisibile nel negozio di Petula(sezione animali)
Bonbooninizialmente, era una Pinata Amara, se è già stata ottenuta tramite trasformazione, può essere una Pinata Selvatica. Per averla bisogna avere un banano e una pianta d'0arachidi, e deve mangiare 7 banane e 7 arachidi. Pe rl'innamoramento necessita di mangiare 3 Jameleon.
Bonboon amaraper farla trasformare in Bonboon, deve perdere lo scontro con una Twingersnap.
Bunnycombè una Pinata simile ad un coniglio, per diventare parte del giardino devi avere 40 pinometri quadrati di erba e deve mangiare tre carote. La Bunnycomb deve mangiare una margherita ( o un ranuncolo ) e avere 60 pinometri quadrati d'erba.
Buzzengeè il primo rapace che visita il giardino, deve vedere un abete in giardino e mangiare 3 Candary per diventare stanziale, per innamorarsi deve mangiare 2 Pudgeon.
Candaryper ottenere una Cndary, bisogna dare da mangiare un fiore di ranuncolo ad una Sparrowmint. Per innamorarsi dovrà mangiare una Flutterscotch Gialla.
Chippopotamuscon le sembianze di un ippopotamo, questa Pinata necessita di una grande cura, e di più mezzo giardino. Ti visiterà solo se posserrai 14 fiori d'acqua( sia ninfee, che crescioni, o giunchi di palude vanno bene ) di cui ne mangerà solo 10 per diventar stanziale.
Cinnamonkeyessendo una Pinata simile ad una scimmia, per rimanere con voi nel giardino, dovrete avere 3 alberi sviluppati al massimo, ed essa deve mangiare 8 arachidi. Quando indosserà un Fez, mangerà4 banane e avrà una casa si potrà innamorare.

## Personaggi
Gretchen FetchemCacciatrice di pinata.
Doc PatchingoCura le pinate.
Willie BuilderVende le case per le pinate e 4 costruzioni da giardino che producono latte, soldi, miele o lana se introdotte all'interno le pinate. Vende anche la casa degli aiutanti.
LottieVende semi, dolcetti, accessori e utilità per le piñata e per il giardino.
Bart"Ripara" determinati oggetti, facendone apparire degli altri.
Miss PetulaVende alcune piñata e anche accessori per vestire le piñata stesse.
ArturMette a disposizione alcuni aiutanti per aiutare il giocatore all'interno del giardino.
IvorHa una locanda simile a quella di Lottie, è possibile fargli aprire la locanda dopo avergli dato alcune monete di cioccolato.

## Seguiti
Il gioco ha alcuni seguiti.

### Giochi pubblicati
- Viva Piñata: Trouble in Paradise è il secondo gioco ufficiale per X-Box 360, pubblicato a settembre del 2008. Il gioco offre nuovi terreni e più di 30 nuove specie.
- Per Nintendo DS è stato pubblicato Viva Piñata: Pocket Paradise; presenta sei nuove piñata.
- È stato pubblicato inoltre (non dalla Rare) Viva Piñata: Party Animals, che include oltre 50 minigiochi e gare di corsa.

### Futuro
In un'intervista dell'agosto 2008, Justin Cook, capo-designer di Trouble in Paradise, ha accennato che riguardo alla serie di Viva Piñata la Rare ha deciso di prendersi una pausa. Nell'Agosto 2013, durante la fiera di videogiochi europea Gamescom, la Rare ha annunciato il suo interesse in un possibile seguito del gioco, dicendo che la periferica Kinect potrebbe essere inclusa. "Lo useremmo dove avrebbe senso, e lo eviteremmo dove non ne avrebbe. Può essere usata in altri modi, oltre che per esercizi fisici, che migliorerebbero il gioco. Abbiamo delle idee su come funzionerebbe. Sarebbe controller più Kinect. Abbiamo idee per la maggior parte dei vecchi giochi Rare, c'è molto desiderio di fare Perfect Dark, Viva Pinata e Conker... Banjo è molto popolare tra i nostri uffici, molte persone vorrebbero fare qualcosa con Banjo."

## Serie TV
Sul videogioco è stata basata una serie animata omonima, trasmessa a partire dal 2006.